# Saussines
Saussines is een gemeente in het Franse departement Hérault (regio Occitanie). De plaats maakt deel uit van het arrondissement Montpellier. Saussines telde op 1 januari 2022 992 inwoners.

## Geografie
De oppervlakte van Saussines bedroeg op 1 januari 2022 6,28 vierkante kilometer; de bevolkingsdichtheid was toen 158 inwoners per km².

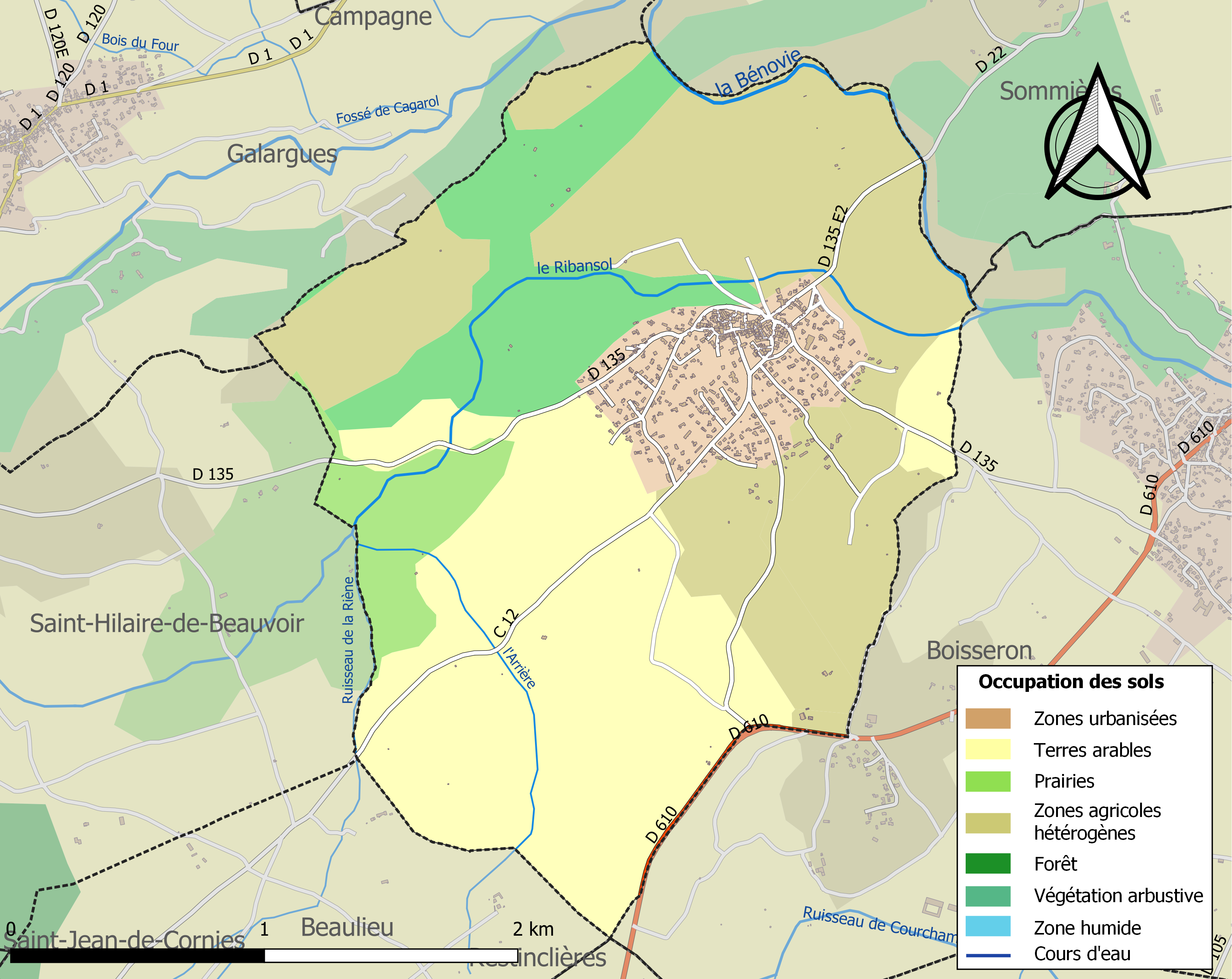
Kaart van de gemeente met belangrijkste infrastructuur, bodemgebruik en omliggende gemeenten

## Demografie
Onderstaande figuur toont het verloop van het inwonertal (bron: INSEE-tellingen).